# Les Dépravées
Pour plus de détails, voir Fiche technique et Distribution.
Les Dépravées (So Young So Bad) est un film américain réalisé par Bernard Vorhaus, sorti en 1950.

## Synopsis
Un psychiatre moderne et un superintendant sadique d'un centre de redressement pour jeunes filles sont en conflit,.

## Fiche technique
- Réalisation : Bernard Vorhaus
- Scénario : Jean Rouverol, Bernard Vorhaus
- Producteurs : Edward J. Danziger, Harry Lee Danziger
- Photographie : Don Malkames
- Montage : Carl Lerner
- Musique : Robert W. Stringer
- Genre : Drame[3]
- Production : Danziger Productions
- Distributeur : United Artists
- Durée : 91 minutes
- Dates de sortie :
  - États-Unis : 20 mai 1950
  - France : 29 décembre 1950

## Distribution
- Paul Henreid : Dr. John H. Jason
- Catherine McLeod : Ruth Levering
- Cecil Clovelly : Mr. Riggs
- Grace Coppin : Mrs. Beuhler
- Anne Francis : Loretta
- Anne Jackson : Jackie
- Enid Pulver : Jane
- Rita Moreno : Dolores Guerrero

## Production
Le tournage du film commence le 5 juillet 1949. Le titre provisoire est Runaway.